# Jungfrusund, Ekerö kommun
Jungfrusund är ett bostadsområde och en hamn i Ekerö kommun, Stockholms län. Området ligger vid Vårbyfjärden på Ekeröns östra sida. Utanför Jungfrusund ligger ögruppen Jungfruholmarna. 
Området klassades 2015 av SCB som en del av tätorten Parksidan och Solsidan. 2018 räknades området som en separat tätort. 

## Beskrivning
Ett tidigare namn för Jungfrusund var Jungfruhamn och sundet var den numera försvunna smala farleden mellan Gällstaö och Ekerön. Förleden jungfru tyder på att här har funnits en forntida hednisk plats. Den tidigare hamnplatsen utökades kring sekelskiftet 1900 med flera sommarvillor. Här lockade utsikten över Mälaren och i närheten fanns ångbåtsangöring som underlättade resor till och från Stockholm. I slutet av 1800- och början av 1900-talet låg ett ångdrivet sågverk vid Jungfrusund och för att försörja sågen med energi fanns kolmilor på Gällstaö.
På 1990-talet anlades ett färjeläge för Ekeröleden strax söder om Jungfrusund. Största anläggningen idag är Jungfrusunds Marina som bland annat erbjuder gästhamn samt sommar och vinterförvaring av båtar. Med start omkring 2015/2016 har området utvecklats till Jungfrusunds sjöstad med bland annat cirka 100 nya bostäder, infartsparkering, torgmiljö, räddningsstation, restauranger och butiker.

## Bildgalleri

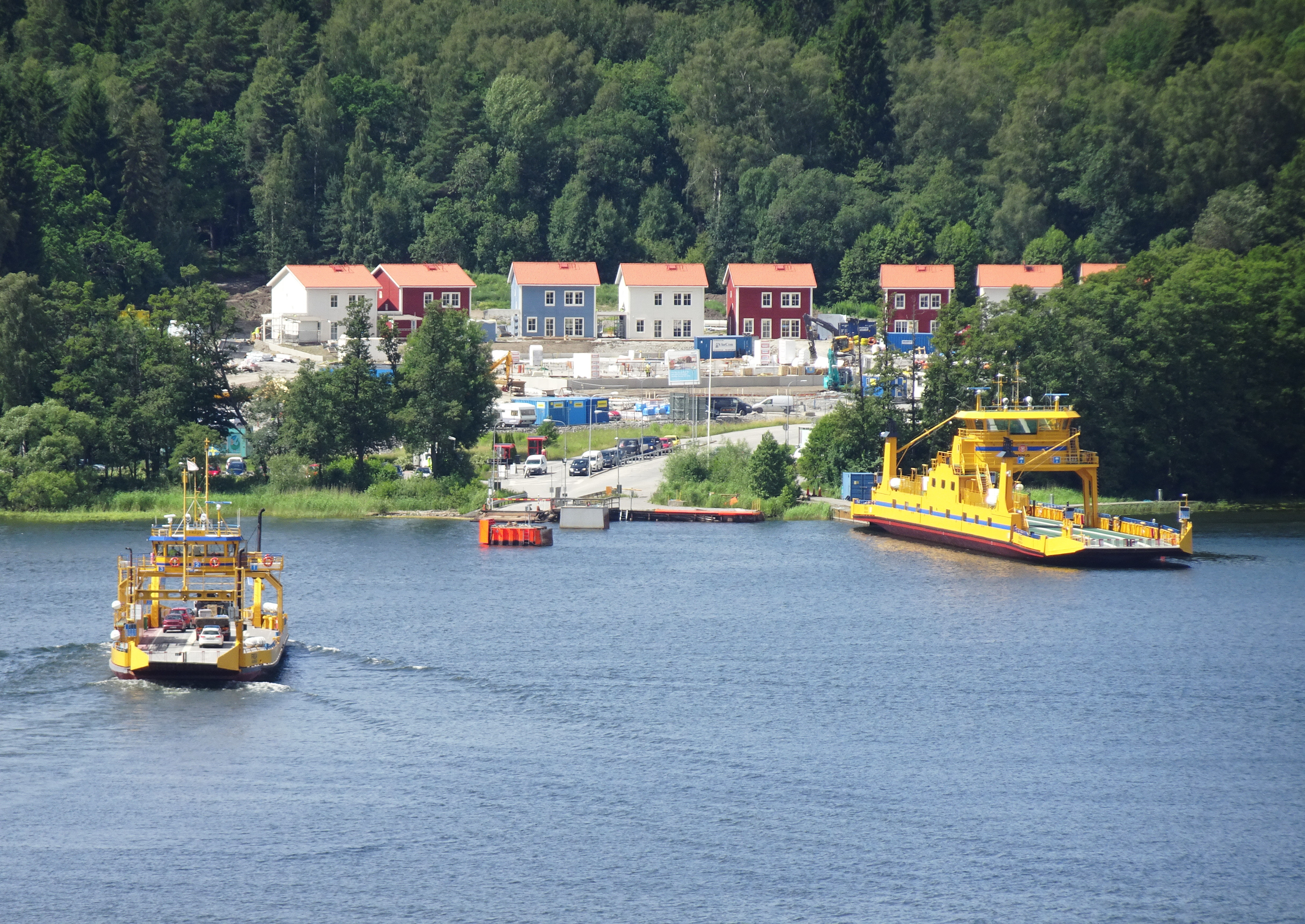
Färjeläget Jungfrusund, juni 2016.
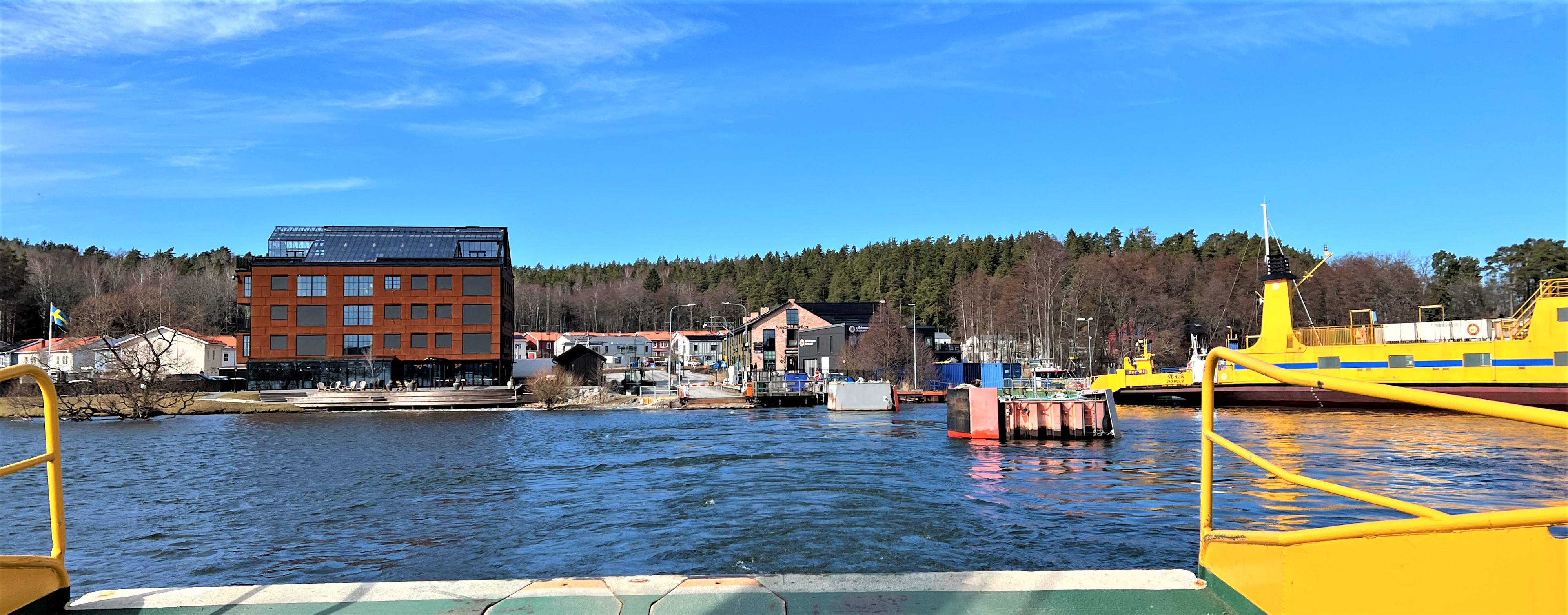
Jungfrusunds sjöstad, mars 2023.